# 网果珍珠茅
网果珍珠茅（学名：Scleria tessellata），为莎草科珍珠茅属下的一个种。

## 扩展阅读
維基物種上的相關：网果珍珠茅